# Lista postaci serialu Simpsonowie
Wykaz i opisy postaci występujących w serialu Simpsonowie.

## Rodzina Flandersów

### Ned Flanders
Nedward „Ned” Flanders Jr. – jest przykładem ojca, parafianina (jednak w jednym z odcinków 11 serii odwrócił się od Boga) i sąsiada. Wdowiec po Maude i Ednie. Pracował jako farmaceuta, potem założył sklep dla leworęcznych; sam też jest mańkutem. Jest nader miły i rzadko popada w agresję. Darzy szacunkiem Homera Simpsona, lecz bez wzajemności. Miał żonę Maude Flanders, która zginęła, spadając z widowni potrącona koszulką wystrzeloną z wyrzutni T-Shirtów. Ma synów Roda i Todda. Jest umięśniony. W dzieciństwie był nadpobudliwy i dokuczał innym, więc jego rodzice wysłali na terapię do dr. Fostera a ten jako terapię wybrał klapsy w pupę przez pół roku w wyniku czego Ned stał się ugrzeczniony i religijny. Długo po śmierci Maude był sam, gdy jego stara przyjaciółka nocowała u niego, Ned obciął jej włosy na takie same, jak miała Maude, z tęsknoty za żoną nie mógł wyrzucić jej rzeczy, jednak zdecydował zapomnieć o Maude. Simpsonowie pomogli mu wyrzucić jej rzeczy. W Las Vegas poślubił kelnerkę Ginger. Często dzwoni do Wielebnego Lovejoya po poradę. Od odc. „Ned i Edna para jedna” z 23 serii do odc. „Diggs” mąż Edny Krabappel.

### Maude Flanders
Maude Flanders była szczęśliwą żoną Neda Flandersa oraz matką dwójki dzieci: Roda i Todda, w których zaszczepiła swoją pobożność. Jako kobieta cechowała się wiarą, cnotliwością, dobrodusznością itp. Raz pojechała na obóz biblijny, by nauczyć się sprawiedliwego rozsądzania. Kiedyś wraz z Marge Simpson silnie zaangażowała się w protesty przeciwko kreskówce Poharatka i Zdrapek.
Gdy nie była nigdzie zatrudniona poza domem (z wyjątkiem drobnych pomocy Nedowi w jego sklepie dla leworęcznych), była zabieganą gospodynią domową oraz „adwokatem” dla swoich dzieci, których niewinność często była naruszana przez kreskówkową przemoc, liberalne nauczanie oraz wpływy kultury masowej.
Pomimo iż dużo czasu spędzała na modlitwach i czytaniu Biblii, Maude była znana z nieskromnego strojenia się na przyjęciach. Raz w ten sposób stała się ofiarą Homera Simpsona, który po pijanemu wpatrywał się w jej dekolt co wywołało oburzenie u wszystkich gości na jego przyjęciu, ale najbardziej u Marge Simpson, która z tego powodu zdecydowała się wyjechać na rekolekcje mające naprawić ich małżeństwo.
Maude Flanders tragicznie zginęła w sezonie 11, a dokładniej w odcinku [11x14] „Znowu sam, taramtamtam”, gdy uderzyły w nią koszulki wystrzelone z wyrzutni „Demonicznych fanek” na stadionie wyścigów samochodowych, spadła z dużej wysokości i umarła na miejscu. Była to najgłośniejsza śmierć w serialu „Simpsonowie”. Od tamtego czasu Ned popadł w depresję, jednakże wkrótce później zdecydował się zapomnieć o Maude (w czym pomaga mu rodzina Simpsonów) i pozbywał się wszystkiego, co mu o niej przypominało, choć najbardziej było mu żal odcisku Maude na swoim łóżku. W sezonie 12 Ned zrealizował marzenie Maude, którego nie zdążyła zrealizować sama – wybudował modlitewny park rozrywki w Springfield.
Po swojej śmierci Maude pojawia się w serialu sporadycznie, zazwyczaj w serii „Straszny domek na drzewie” jako duch lub zjawa, oraz w zwykłych odcinkach ukazujących przeszłość lub we wspomnieniach innych bohaterów. Czasem ukazuje się w odcinkach przedstawiających aktualne wydarzenia jako postać z zaświatów.
W odcinku „Ślub Lisy” z 6 serii (gdy Maude jeszcze żyła), ukazującym przyszłość Simpsonów, Maude, jako znacznie starsza osoba, wraz z Nedem pokazana jest na weselu Lisy. Prawdopodobnie był to błąd scenarzystów lub zamierzenia co do tej postaci były początkowo inne.

### Edna Krabappel
Czterdziestoletnia Edna Krabappel ma tytuł magistra Brown Mawr College, lecz mimo to jest stereotypem nieudolnego nauczyciela o czym świadczy chociażby bezradność i panika w jaką wpadła wraz z innymi nauczycielami, kiedy Lisa ukradła podręczniki nauczycielskie z kluczami do testów. Uczy w klasie 4 podstawówki w Springfield
Zanim przybyła do Springfield była radosną, optymistyczną i atrakcyjną kobietą (szczupłą i bez worów pod oczami) oraz gotową pomagać ludziom w potrzebie.
Jednak praca w szkole a zwłaszcza z Bartem Simpsonem całkowicie ją przemieniły i niestety na gorsze.
W serialu mamy jednak pewną niekonsekwencję dotyczącą jej przybycia do Springfield – w odcinku [17x13] „Najwyraźniej niekończąca się opowieść” Edna przyjeżdża do Springfield jako dorosła, zaś w odcinku [18x13] „Parszywa ósemka” prawdopodobnie jako dziecko biegała w tle na szkolnym podwórku w momencie gdy kręcony był Clancy Wiggum jako dziecko.
Edna Krabappel jak większość nauczycieli w Springfield pali dużo mocnych papierosów zwłaszcza podczas godzin lekcyjnych.
Nawracającym się elementem w życiu Edny jest jej bezowocne życie miłosne, a w konsekwencji samotność i ciągłe marzenia o drugiej połówce, choć miała już wiele romansów z mężczyznami. Raz była kiedyś nawet mężatką. Obecnie jest jednak rozwiedziona. Jej były mąż gdzieś zniknął. Edna od tamtej pory czuje wyraźnie na sobie, jak tyka jej zegar biologiczny.
W odcinku [02x11] „Zatruta rybka, gotowa śmierć szybka” miała w swoim samochodzie ostrą utarczkę z szefem kuchni w japońskiej restauracji w której Homer zjadł trującą rybę Fugu. W odcinku [03x10] „Płonący Moe” przemieniła się w kobietę lekkich obyczajów i próbowała poderwać jednocześnie Homera i Joey Kramera – perkusistę zespołu Aerosmith.
Zaś odcinek [03x16] „Bart Casanova” był pierwszym odcinkiem w całości poświęconym Ednie, który uwydatnił mocno jej osobowość. W tym odcinku Bart mocno się zaangażował w uczynienie Edny szczęśliwej – gdy Edna dała ogłoszenie do gazety, że poszukuje drugiej połówki, Bart odpowiedział na nie podając się za innego mężczyznę i zaczął ją wkręcać swoimi miłosnymi liścikami.
W sezonie 8 Edna miała krótki romans z Pomocnikiem Bobem, jednakże Bart popsuł ich randkę szpiegując Boba.
Kolejnym mężczyzną, z którym Edna miała romans był dyrektor Seymour Skinner, z którym romans jednak starała się przed wszystkimi ukryć. Ale z romansu nic nie wyszło. Od tamtego czasu Edna co jakiś czas miała coś za złe Skinnerowi, a mianowicie to, że mieszka ze swoją matką, która nie akceptuje Edny. Skinner jednakże oświadczył się Ednie w sezonie 14. Sezon później odbył się ich ślub jednakże Skinner stwierdził, że nie jest jeszcze gotowy na małżeństwo no i z ich ślubu nic nie wyszło.
W sezonie 17. dowiadujemy się jeszcze, że Edna zaraz po przybyciu do Springfield miała romans z Moe, jeszcze zanim została nauczycielką. Już na poważnie chciała się z nim związać, ale zmieniła zdanie, gdy poznała Barta Simpsona. Wtedy ostatecznie zdecydowała się zostać jego nauczycielką. Po prostu wydawało jej się, że Bart pilnie potrzebuje natychmiastowej pomocy dydaktycznej i wychowawczej. Jednakże pod koniec odcinka, w którym miało to miejsce, Edna pojawia się z Moe jeszcze raz na krótko, ale tylko po to, by wzbudzić zazdrość w Skinnerze.
Była żoną Neda Flandersa od odcinka [E21S23] „Ned i Edna para jedna”.
Zmarła w sezonie 25, było to spowodowane śmiercią aktorki, która ją dubbingowała Marcii Wallace. Dowiadujemy się o tym w odcinku [E13S25] pt. „The Man Who Grew Too Much”. W 25 sezonie występuje epizodycznie (nic wtedy nie mówi oprócz epilogu „The Man Who Grew Too Much”, wtedy mówi we wspomnieniu).

### Rod i Todd Flanders
Synowie Neda i Maude Flanders. Podobnie jak ich rodzice są bardzo pobożni (często pomagają ojcu przykładowo w zanoszeniu jedzenia bezdomnym w serii 11) i także bardzo przeżyli śmierć Maude Flanders. W serialu przedstawieni są jako tchórzliwi, słabi chłopcy, z których raz po raz drwi Bart Simpson. W odcinkach pierwszych sezonów serialu widać było, że chodzili do tej samej szkoły co Bart i Lisa Simpson, w kolejnych sezonach uległo to jednak zmianie. Nie wyjaśniono jednak dlaczego.

### Nedward SriAgnes
Rodzice Neda, beatnicy, uzależnieni od narkotyków.

## Elektrownia jądrowa w Springfield

### C. Montgomery Burns
Charles Montgomery Burns – znany także jako Pan Burns, Monty Burns lub po prostu Burns. Urodzony w 1889 Burns jest najstarszym oraz najbogatszym mieszkańcem Springfield, właścicielem elektrowni atomowej, w której pracuje Homer Simpson oraz republikaninem. Miesięcznik Forbes oszacował wartość majątku Monty Burnsa na 16,8 miliarda dolarów.
W przeszłości majątek Burnsa był wielokrotnie większy, jak się bowiem dowiadujemy z odcinka 5F14 Kłopoty z bilionami, Burns był posiadaczem jedynego na świecie banknotu o nominale biliona dolarów, wydrukowanego na polecenie prezydenta Trumana tuż po wojnie, a przeznaczonego na pomoc finansową dla zniszczonej Europy. Burns, jako „najbogatszy, a więc najbardziej godny zaufania obywatel USA” miał dostarczyć ten banknot do Francji, zamiast tego przywłaszczył go sobie.
W odcinku 20x08 majątek Burnsa wynosi odrobinę ponad miliard. Po tym, jak Lisa i jej mordercze pszczoły nieumyślnie zniszczyły jego nowo wybudowany stadion, Burnsowi zostało mniej niż miliard dolarów z powodu strat finansowych. Został przez to zdegradowany z Klubu Miliarderów do Klubu Milionerów.
Jego matka wciąż żyje i codziennie do niego wydzwania
Matt Groening ujawnił niedawno, że inspiracją dla postaci Burnsa był międzynarodowy magnat finansowy pochodzenia norweskiego Fredrik Olsen.
W amerykańskiej wersji serialu głos Burnsa podkłada Christopher Collins (sezon 1) i Harry Shearer (sezon 2-obecnie).

### Waylon Smithers
Waylon Smithers Jr. – osobisty asystent C.M. Burnsa. Jest synem Waylona Smithersa Sr. i nieznanej matki. Jego ojciec, tak samo jak on, był osobistym asystentem pana Burnsa aż do swojej tragicznej śmierci spowodowanej awarią w elektrowni. Burns zatuszował sprawę, pozbył się ciała, a małego Waylona przygarnął i wychował. Pracę osobistego asystenta przyjął tuż po osiągnięciu kompetencji do tego wymaganych. Pracuje w należącej do swojego szefa elektrowni jądrowej w Springfield.
W praktyce pan Burns często pomiata Smithersem, uważając go za osobę przeznaczoną do służenia mu. Jednak Smithers bardzo chętnie wypełnia wszystkie (nierzadko olbrzymie) obowiązki, aby zadowolić Burnsa. Zdaje się być w nim zakochany; widzi w nim najwyższe dobro. Jednak często pełni rolę jego sumienia, powstrzymując go od okropnych czynów. Wśród innych pracowników w elektrowni uważany za głupiego, bo bardzo silnie związanego z Burnsem.
W wielu odcinkach widzimy Smithersa śniącego o swoim szefie. Inne odcinki pokazują go jako członka środowisk gejowskich. W odcinku [07x10] „Gala z okazji 138. odcinka” pokazane jest kilka fragmentów w których Smithers niedwuznacznie myśli o panu Burnsie. Na pulpicie swojego komputera ma podobiznę pana Burnsa mówiącą „Cześć, Smithers! Och, ale ty mnie podniecasz!”.
Smithers kocha bycie asystentem Burnsa. W jednym odcinku próbuje powstrzymać go przed zasłonięciem słońca, po czym zostaje wyrzucony z pracy. Szybko potem Smithers załamuje się i popada w alkoholizm i nałogowe oglądanie Comedy Central.
W pierwszym swoim wystąpieniu jest ciemnoskóry ze względu na błąd rysownika (nie było stać na przekolorowanie, więc błąd pozostał).

### Carl Carlson
Bliski kolega Homera. Często spędza z nim czas w barze Moego. Trzyma się głównie z Lennym, przez co czasem brani są za parę. Afroamerykanin. W późniejszych seriach okazuje się, że pochodzi z Islandii, gdzie mieszkają jego przybrani biali rodzice. Kłóci się to jednak z odcinkiem 13 z 17 serii, gdzie na początku widzimy informacje o ojcu Carla, który też jest Afroamerykaninem.

### Lenny Leonard
Drugi bliski kolega Homera Simpsona, wraz z Carlem Carlsonem w trójkę przesiadują u Moe. W fabryce często zajmują się rzeczami dalekimi od pracy (przykładowo toczenie się na napromieniowanych beczkach). W jednym z odcinków okazuje się także być konfidentem zbierającym informację na temat Homera Simpsona przy pomocy aparatury podsłuchowej zaczepionej na klatce piersiowej. W jednym z odcinków okazuje się, że stan majątkowy Lennego jest wyższy niż Carla i Homera, pomimo tego, że pracują na podobnych stanowiskach. Uwielbia dźwięk odbijania piłki od squasha, za jedną z zasłon ma kort do tego sportu.

## Szkoła Podstawowa w Springfield

### Pracownicy

#### Dyrektor Seymour Skinner\Armin Tanzarian
Dyrektor Szkoły Podstawowej w Springfield. Weteran wojny wietnamskiej, podczas której był przetrzymywany jako jeniec przez partyzantów Vietkongu. W pośladkach ma metalową płytkę z Wietnamu (wychodzi to na jaw w odcinku „Saksofon Lisy”).
W dalszych sezonach okazuje się, że Skinner był tylko ulicznym rzezimieszkiem, który podczas próby ukradnięcia torebki staruszce wpadł na sędziego i miał do wyboru iść do wojska lub przeprosić staruszkę. Wybrał wojsko, nie wiedząc, że trwa wojna. Tam spotkał prawdziwego Seymoura Skinnera, który objaśnił mu sens życia. Gdy prawdziwy Skinner rzekomo zginął na wojnie, Armin Tamzarian miał przekazać tę informacje jego matce, lecz nie miał na tyle odwagi, więc przyjął tożsamość Seymoura i został dyrektorem szkoły. Gdy prawdziwy Seymour powrócił przejął wszystkie obowiązki Armina Tamzariana. Jednak jego matka miała dość niezależności prawdziwego syna, więc postanowiła znaleźć przybranego. Na koniec Springfieldczycy wsadzili prawdziwego Seymoura do pociągu i wywieźli.

#### Kurator Chalmers
Chalmers jest sztywnym i niemającym poczucia humoru nerwowym facetem koło pięćdziesiątki. Pełni funkcję kuratora szkolnego w Springfield i nie toleruje przeciwstawiania się jego regułom. Odwiedzając szkołę podstawową w Springfield zawsze trafia na katastrofalne zdarzenia, z których Skinner za każdym razem próbuje się tłumaczyć wymyślając nieprawdopodobne historie. Chalmers jest znany z udzielania reprymendy Seymourowi słynnym „SKINNER!” i przez to wywołuje u Skinnera strach i paranoję. Czasem nazywa Skinnera po imieniu, ale tylko wtedy gdy wszystko jest w najlepszym porządku (jedyny wyjątek w odcinku „22 Krótkie Filmy o Springfield”).

#### Elizabeth Hoover
Nauczycielka Lisy Simpson. Przeżyła załamanie nerwowe przez Barta Simpsona. Kiedyś była entuzjastyczną i pełną chęci nauczycielką, ale po załamaniu nerwowym późniejsze klasy nauczała z coraz mniejszym zapałem, aż w końcu znienawidziła swoją pracę. Przyjaciółka Edny Krabappel.

#### Dewey Largo
Nauczyciel muzyki. W kilku odcinkach dyrygował również orkiestrą.

#### Bufetowa Doris
W serialu pełni głównie rolę kucharki a czasem pielęgniarki szkolnej. Ma lekką nadwagę, ale ten temat nie jest poruszany w serialu.

#### Otto Mann
Kierowca autobusu szkolnego. Jego ojciec jest admirałem marynarki, a o matce nic nie wiadomo. Jego ulubionym gatunkiem muzyki jest metal, pewnego razu nawet wolał wybrać właśnie ten gatunek muzyki od narzeczonej i uciekł sprzed ołtarza. Zażywa narkotyki. Otto, mimo że jest kierowcą, przez długi czas nie posiadał prawa jazdy.

#### Woźny Willie
Willie od lat pracuje jako dozorca w szkole podstawowej w Springfield. Mieszka w chatce na terenie tejże szkoły. Niestety często ulega ona zniszczeniu za sprawą Barta. Jest Szkotem, co łatwo poznać po mocnym szkockim akcencie i tym, że nierzadko chodzi w kilcie i czapce w kratę. Jak na prawdziwego Szkota przystało, nic pod wspomnianym kiltem nie nosi. Nie wiadomo czy praca jaką wykonuje jest stosowna do jego wykształcenia. W S20E09 okazuje się, że ma tytuł doktora (nie podano jednak z jakiej dziedziny), co kłóci się z wcześniejszymi odcinkami gdzie jest przedstawiany jako prostak. Podobny problem jest także z legalnością pobytu Willego w USA. Ze wspomnianego odcinka wynika, że przebywa tam legalnie. Natomiast w S07E23 dowiadujemy się, że jest nielegalnym imigrantem.

### Uczniowie

#### Dolph Starbeam
Dolph to jeden ze szkolnych łobuzów z bandy Jimbo Jonesa. Jego cechą rozpoznawczą jest jego asymetryczna grzywka zasłaniająca jedno oko oraz nieco zgarbiona postawa. Dolph nosi poszarpane czarne spodenki, ciemnozielony T-Shirt oraz koszykarskie buty w stylu „Chuck Taylor-All Stars”. W odcinku 21 sezonu 18 okazuje się, że zna 9 języków obcych.

#### Jimbo Jones
Jimbo Jones (prawdziwe imię – Corky) nosi granatową robioną na drutach czapkę oraz czarną koszulkę z czaszką. Często można go ujrzeć w grupce szkolnych łobuzów: Kearneya, Dolpha i Nelsona. Jimbo jest nieoficjalnym przywódcą ich gangu. Uwielbia dokuczać innym dzieciom ze szkoły oraz okradać ich. Jednak pomimo swojej złej reputacji krążą o nim wzmianki, że jest chrześcijaninem z mocnymi zasadami moralnymi.

#### Kearney Zzyzwicz
Kearney Zzyzwicz to jeden ze szkolnych łobuzów w szkole podstawowej. Jest łysy, nosi białą poszarpaną koszulę oraz psie obroże na nadgarstkach. Pomimo iż wygląda na rówieśnika Jimbo czy Dolpha, to tak naprawdę jednak dorosłym mężczyzną, który zgolił brodę i ściął włosy tak, żeby wyglądać na nastolatka. O tym że jest dorosły świadczy kilka faktów, a mianowicie: ma małego synka, samochód marki Hyundai, oraz to że w jednym z odcinków Otto przyznał, że chodził z nim do 3. klasy.

#### Martin Prince
Martin Prince to stereotyp szkolnego kujona i pupilka nauczycieli. Chodzi do jednej klasy razem z Bartem. Pasjonuje się nauką, grą na flecie oraz grami RPG. Jego IQ wynosi 216. Jest też głównym obiektem zaczepek ze strony szkolnych łobuzów – Jimbo, Kearneya, Dolpha i Nelsona. W szkole ma jednakże tajne pomieszczenie dla kujonów, w którym wraz z innymi kujonami może dokonywać różnych eksperymentów i zdobywać wiedzę bez strachu przed represjami ze strony łobuzów. Najlepszymi kumplami Martina są Baza Danych oraz Üter Zörker. O Martinie krążyły plotki że ma skłonności homoseksualne, chociaż on sam temu zaprzeczał. Martin często próbuje się zaprzyjaźnić z Nelsonem, pomimo niechęci jaką Nelson do niego żywi.

#### Milhouse Van Houten
Milhouse van Houten to najlepszy przyjaciel Barta Simpsona. Jest krótkowidzem o czym świadczą jego małe oczy i grube okulary. Jako jeden z nielicznych mieszkańców Springfield ma brwi, podobnie zresztą, jak i jego rodzice. Pomimo bycia kojarzonym z kujonem, Milhouse tak naprawdę ma przeciętny poziom inteligencji a ta opinia wynika z tego, że ma słabo rozwinięte umiejętności społeczne. Jego dużą wadą jest jego łatwowierność, co niekiedy wykorzystuje Bart, przez co Milhouse wpada nieraz w tarapaty. Milhouse jest częstym obiektem zaczepek ze strony szkolnych łobuzów: Jimbo, Kearneya, Dolpha i Nelsona. Milhouse podkochuje się w Lisie, która jednak jest wobec niego obojętna. W odcinku „Treehouse of Horror XIV” [15x02] uzależnił się od żelków.

##### Kirk Van Houten
Ojciec Milhousa. Pracuje w fabryce krakersów, pozostający w separacji z Luann van Houten. Ma niebieskie włosy i okulary. Nieudacznik życiowy. Milhouse jest odbiciem swego ojca. W późniejszych odcinkach Kirk powraca do Luann.

##### Luann Van Houten zd. Mussolini
Żona Kirka van Houtena, z którym pozostaje w separacji. Matka Milhouse’a. Ma półdługie niebieskie włosy i okulary, mąż i syn są do niej bardzo podobni. Od rozpadu małżeństwa z Kirkiem w ósmej serii (odcinek 4F04) przewija się z coraz to innymi mężczyznami. Później znowu wychodzi za mąż za Kirka.

#### Nelson Muntz
Pochodzi on z rozbitej rodziny: według niektórych odcinków wiemy ze jego ojciec wyszedł i nie wrócił a matka pracuje w barze ze striptizem więc jest zdany tylko i wyłącznie na samego siebie. W 3. odcinku 16. sezonu Bart odnajduje ojca Nelsona Jest on starszy od innych dzieciaków, gdyż najprawdopodobniej powtarzał klasę. Nelson to najsilniejszy chłopak w szkole – bije innych uczniów – zazwyczaj Milhouse’a i Martina. Kiedyś zakochała się w nim Lisa, która próbowała go zmienić. Często mówi HA HA!.

#### Ralph Wiggum
Jest to bardzo barwna postać w serialu, lecz niewystępująca bardzo często, która jest znana z niekonwencjonalnego zachowania. Ralph uważany jest za wygnańca pośród swoich rówieśników. Ralph ma dobre serce i generalnie jest dobrym chłopcem, który niestety cierpi przez swoje upośledzenie i w dodatku ma trudności w nauce. Ralph jest stereotypem szkolnego dziwoląga. W jednym z odcinków dotyczących kampanii prezydenckiej McCain/Obama wygrał w prawyborach w Springfield, stał się również wspólnym kandydatem na prezydenta Republikanów i Demokratów (w tym samym odcinku).

#### Sherri i Terri
Sherri i Terri to 10-letnie bliźniaczki z długimi fioletowymi włosami i fioletowymi sukienkami. Chodzą do jednej klasy razem z Bartem Simpsonem. Stale trzymają się razem. Nawet ubierają się i myślą identycznie. Nie mają jednak żadnej cechy odróżniającej. Obie grają na fletach w szkolnej kapeli muzycznej. Mają swój „bliźniaczy” język. Ich ojciec pracuje w elektrowni atomowej w Springfield i był na początku przełożonym Homera, nim ten ostatni został przeniesiony do sektora 7G. Mają dwóch braci bliźniaków o imionach Jerry i Larry. Ich ojciec ma na imię Barry a matka to Mary.

#### Adil
Chłopiec z wymiany szkolnej dokonanej w pierwszej serii w odcinku jedenastym – „Grona Gniewu” (Bart został wysłany do Francji). Pochodzi z Albanii, kłóci się z Lisą na temat wyższości komunizmu nad kapitalizmem. W domku na drzewie zakłada tajne biuro szpiegowskie przekazując tajne informacje i zdjęcia dostarczone od Homera (między innymi dotyczące wzbogacania uranu) władzom albańskim. W tym samym odcinku wraca do kraju, zdemaskowany i schwytany przez wywiad amerykański. Posiada kryptonim „Sparrow” („Wróbel”).

#### Üter Zörker
Üter Zörker to chłopiec z wymiany szkolnej. Z pochodzenia Niemiec, jest bardzo otyły i ma krótkie przylizane blond włosy. Uwielbia jeść. Powszechnie twierdzi się, że jest wzorowany na postaci Augustusa Gloopa – żarłocznego niemieckiego chłopca z książki Roalda Dahla pt. „Charlie i Fabryka Czekolady”. Üter ma tendencje do wpadania w tarapaty. Ma dziwaczne zwyczaje, jak np. wręczanie świeżo wylizanego lizaka innym na znak przyjaźni lub jedzenie marcepanowych cukierków wzmocnionych jodyną.
Janey Powell
Koleżanka z klasy Lisy, jest mulatką, ma długie kręcone brązowe włosy, zazwyczaj nosi różową sukienkę. Przyjaciółka Sherri i Terri.

## Tawerna Moe

### Moe Szyslak
Właściciel Tawerny Moe, której stałym bywalcem jest m.in. Homer. Moe nie ma szczęścia w życiu oraz w miłości, prawdopodobnie przez swoje specyficzne podejście do kobiet. Moe czuje coś do Marge i zawsze próbuje wykorzystać sytuację, gdy między nią i Homerem się nie układa. Samotność często doprowadza go do prób samobójczych, zawsze jednak nieudanych. Moe jest z natury dość skąpy i pazerny na pieniądze, dlatego często zajmuje się brudnymi interesami. Jednym z utrapień Moe są żarty telefoniczne (z ang. prank call), które wykręca mu Bart. Posiada strzelbę, którą zawsze każdego straszy, a w jednym odcinku postrzelił jedną osobę w swym barze. Z wyznania jest zaklinaczem węży. Podobnie jak u kilku innych postaci serialu nie da się powiedzieć nic pewnego o jego młodości

### Barney Gumble
Bernard Barney Gumble urodził się 20 kwietnia lub 15 czerwca. Jego ojcem był Arnie Gumble, który podczas II wojny światowej służył w oddziale Abe’a Simpsona a jego matka pracuje w marynarce wojennej. Jest jednym z największych pijaków w Springfield. Ciągle przebywa u Moe i jest jego stałym klientem, a nawet mieszka przy jego tawernie w wielkim bałaganie i brudzie. Pomimo iż jest alkoholikiem jest towarzyski, ma bardzo charakterystyczny roztrzęsiony głos. Alkoholikiem został przez Homera, który przed egzaminem na Harvard dał mu puszkę piwa i tak Barney zmienił się w lumpa. W kilku odcinkach leczył się z alkoholizmu, pijąc w barze tylko kawę. Gumble nie jest żonaty, chociaż podobno żył z kobietami. Jego wiek szacuje się na 40 lat. W epizodzie Treehouse of Horror XVII informuje o tym, że jest Polakiem, jednak tych odcinków nie uważa się za wiążących dla dalszej fabuły. Jego wypowiedzi często kończą się charakterystycznym beknięciem. W jednym z odcinków nie pije ani kropli alkoholu, bo został wyznaczony na kierowcę grupy upitych znajomych, w efekcie czego ten po odstawieniu każdego do domu parkuje autem Homera pod wieżami World Trade Center w Nowym Jorku.

### Inni
Jeden z nich ubrany jest w czapkę, drugi ma okulary. Nic więcej o nich nie wiadomo.

## Pierwszy Kościół w Springfield

### Wielebny Timothy „Tim” Lovejoy
Jest pastorem parafii Pierwszego Kościoła w Springfield. Gdy przyjechał do Springfield, był pełen charyzmy i entuzjazmu, z chęcią pomagał ludziom w odszukaniu ścieżki. Jednak poznał Neda Flandersa, który bez względu na porę dnia czy nocy wydzwaniał do niego z pytaniami, co szybko doprowadziło do utraty zamiłowania. Najbliższą rodziną jest żona Helen, której jest wierny, i córka Jessica, mimo starań rodziców będąca wcieleniem diabła. Pastor oprócz nabożeństw prowadzi terapie małżeńskie i coniedzielną audycję radiową na temat Boga. Jego wielką pasją i ucieczką od codzienności jest zabawa kolejką. Na ogół jego kazania są nudne, często przestrzega przed hazardem.

### Helen Lovejoy
Żona Wielebnego Lovejoya. Niepoprawna plotkara. Bardzo często wypowiada stwierdzenie „Błagam, czy nikt nie pomyśli o przyszłości naszych dzieci?!” (oryginalnie: „Won’t somebody please think of the children?”). W odcinku „Straszny domek na drzewie XX” Marge mówi że Helen jest chrzestną Lisy. Kiedyś była mężczyzną o imieniu Harold.

#### Jessica Lovejoy
Uczennica ze Springfield. Była dziewczyną Barta Simpsona. Jest wcielonym diabłem. Jej rodzicami są Wielebny Lovejoy i Helen Lovejoy.

## Lekarze

### Dr Julius Hibbert
Doktor Julius Hibbert – lekarz pracujący w szpitalu w Springfield. Był świadkiem wielu ważnych scen z życia rodziny Simpsonów. Począwszy od narodzin Barta, Lisy i Maggie kończąc na sytuacji, w której Homer niemal nie stracił życia po zjedzeniu trującej ryby fugu. Hibbert zapewniał wsparcie wszystkim, którzy z góry wyłożyli gotówkę na stół. Julius nie stroni od irytujących żartów, które nierzadko są bardzo nie na miejscu. Jego „dawno zaginionym” bratem jest nieżyjący już idol Lisy, jazzman o pseudonimie Krwawiące Dziąsła. Ojciec 3 dzieci

#### Bernice Hibbert zd. Dupree
Żona dr. Juliusa Hibberta, alkoholiczka, Podobnie jak Julius, bardzo często śmieje się w nieodpowiednich chwilach. W odcinku „Dude, Where’s My Ranch?” wspomniane jest także, że ich małżeństwo wisi na włosku. Matka 3 dzieci

### Dr Marvin Monroe
Doktor Marvin Monroe jest psychiatrą. Po wystąpieniu w kilku pierwszych seriach, scenarzyści Simpsonów zrezygnowali na pewien czas z używania tej postaci. W odcinku „Kto zabił Pana Burnsa? (Część 2)” szpital, w którym przebywał Pan Burns nosił imię dr. Marvina Monroego. Kiedy wszyscy myśleli, iż dr Monroe już nie powróci, gdyż nie żyje (mimo że w serialu nigdy nie umarł), pojawił się on ponownie w sezonie XV w odcinku pt. „Diatryba szalonej gospodyni”.

### Dr Nick Riviera
Bohater drugoplanowy. Głos podkłada mu Hank Azaria, a po raz pierwszy pojawił się w odcinku Bart Gets Hit by a Car. Nick to znachor, uważa się za lekarza medycyny, lecz jego dyplomy są najprawdopodobniej fałszywe. Mimo to uważa się za „tak dobrego jak dr Hibbert”. Z pochodzenia Latynos, charakteryzuje go bardzo wyraźny akcent, szczególnie na literę „r”. Jego sztandarową kwestią jest „Cześć wszystkim!” („Hi, everybody!”), na co otoczenie zwykle odpowiada „Cześć, doktorze Nick!” („Hi, doctor Nick!”).

## Prawo i egzekutywa

### Burmistrz Quimby
Joe Quimby – burmistrz Springfield z ramienia Partii Demokratycznej, kompletnie skorumpowany (pieczęć jego urzędu nosi hasło „Corruptus in extremis”), niewykształcony i nałogowy kobieciarz. Ma parę tajnych rodzin, z którymi spotyka się w miejscach publicznych.

#### Martha Quimby
Żona Burmistrza. Wie o romansach swojego męża.

### Komisarz Wiggum
Komisarz Clancy Wiggum stanowi prawo w Springfield. Razem z Lou i Eddiem dbają o to, by żaden pączek nie wpadł w niepowołane ręce. Wiggum jest chodzącym stereotypem amerykańskiego policjanta. Jego dieta składa się głównie z pączków. Znany jest z subtelnych metod śledczych – potrafi wjechać czołgiem do domu podejrzanego, co może i samo w sobie byłoby godną pochwały bezkompromisowością, gdyby tylko nie zdarzyło mu się pomylić przy tym adresu [Podwójny bypass Homera (4x11)]. Ma niedorozwiniętego syna o imieniu Ralph, którego naprawdę kocha. Ralph w jednym z odcinków kandydował na prezydenta USA.

#### Sarah Wiggum
Żona komisarza Clancy’a Wigguma, z którym ma dziecko – Ralpha.

### Eddie i Lou
Policjanci, będący w stanie pełnej gotowości na każde wezwanie komisarza Wigguma.

### Błękitnowłosy Prawnik
Jest prawnikiem Montgomery’ego Burnsa, dba o to aby miliarder nie stracił swoich pieniędzy, gra także jako prokurator (często oskarżając rodzinę Simpsonów). Jest bardzo kompetentny, a w sądzie dowodzi swojej mądrości wygrywając większość spraw zarówno jako prawnik Burnsa, jak i prokurator.

### Lionel Hutz
Prawnik, który po raz pierwszy pojawił się w epizodzie zatytułowanym „Bart Gets Hit by a Car”. Mimo wykonywanej przez siebie profesji adwokata (co robi nieudolnie i na szkodę swoich klientów), Hutz występuje również w roli opiekunki do dziecka, ochroniarza, szewca oraz pisarza. Obecnie nie występuje.

### Sędzia Constance Harm
Bardzo surowa sędzia, która skazała Barta Simpsona na pobyt w zakładzie karnym dla nieletnich.

### Sędzia Roy Snyder
Sędzia ze Springfield, znany ze swojej dużej pobłażliwości i przymykania oka na wybryki, zwłaszcza młodych chłopców (uniewinnił Barta w odcinku „Parent Rap”; „Boys will be boys”- (tłum.) „Chłopcy pozostaną chłopcami”). Ma problem z otyłością (mówi o tym w odcinku „Sweet Sour Marge”).

## Czarne charaktery

### Pomocnik Bob
Robert Terwilliger, znany lepiej jako Pomocnik Bob to wysoka, ruda chuda postać o niesamowicie wielkich stopach. Przez długie lata był pomocnikiem klauna Krusty’ego, dopóki nie zdecydował, że chce go wrobić w kradzież. Został złapany dzięki Bartowi, któremu poprzysiągł zemstę. Co jakiś czas pojawia się w serialu, by swe plany zemsty wcielić w życie. W jednym z odcinków podszył się za sąsiada Simpsonów i prawie zabił Barta. W jednym odcinku wygrał wybory startując jako Republikanin, jednakże później okazało się, że te wybory sfałszował.

#### Francesca Terwilliger
Żona Pomocnika Boba. Pomaga w zemście nad Bartem Simpsonem. Poznali się we Włoszech. Mają syna Gino

#### Cecil Terwilliger
Brat Pomocnika Boba. Chciał zemścić się na bracie za to że odebrał mu posadę pomocnika Krusty’ego. Niemal zalał miasto

### Gruby Tony
Marion Anthony D’Amico, Jest Ojcem Chrzestnym mafii w Springfield. Ma włoskie korzenie. Ma 51 lat. Jest wdowcem po żonie Anne Marie, ma syna Michaela. Wszędzie towarzyszy mu obstawa: Joey, Legs i Louie. Gruby Tony dobrze gra na skrzypcach. Kwatera Główna Springfieldzkiej mafii mieści się w Klubie Legalnego Biznesu, a czasami spotykają się we włoskiej restauracji Luigiego Risotto w Małej Italii. Postać podobna do Tonego Soprano z serialu Rodzina Soprano. Zginął w 22. sezonie, w odcinku Donnie Fatso. Zmarł na zawał serca, podobnie jak inny fikcyjny szef mafii Vito Corleone z powieści i opartym na niej serialu Ojciec Chrzestny. Na stanowisku szefa mafii zastąpił go jego kuzyn – Wysportowany Tony, który jednak zaczął dużo jeść i obecnie wygląda i nazywa się tak samo jak jego poprzednik.

### Snake Jailbird
Snake to dyżurny złoczyńca Springfield. Typowy twardziel który nie boi się nikogo ani niczego. Czasami można odnieść wrażenie, że jego główne zajęcie to obrabianie Apu. Faktycznie robi to tak często, że pomiędzy nim a Apu powstała swoista więź emocjonalna. I to na tyle silna, że kryzysy rozwiązują przy pomocy psychoterapeuty. Warto dodaċ, iż zanim stał się złoczyńcą był archeologiem. Jednak gdy przyjechał do Springfield z wartościowym skarbem, który chciał ofiarować miejscowemu muzeum, został okradziony przez Moe. Od tamtej pory poprzysiągł zemstę na całym społeczeństwie, przejawiającą się głównie w napadaniu na sklepy. Istnieje duże prawdopodobieństwo, że jest parodią postaci z trzech filmów akcji, postać ta nazywała się Snake Plissken. Ma syna.

## Postacie z mediów

### Duffman
Głos: Hank Azaria
Wiek: 38 lat
Duffman jest maskotką i swego rodzaju rzecznikiem prasowym firmy Duff, która w Simpsonach produkuje piwo. Ubrany jest w charakterystyczny kostium, który przywodzi na myśl superbohatera (pelerynka, logo Duff na klacie). Nosi on tajemniczy pas, przy którym przymocowane są puszki piwa, zapewne po to, by w każdej chwili móc zacząć imprezę. Znany jest ze swoich wypowiedzi, w których odnosi się do siebie w trzeciej osobie i kończących się dwuznacznym ruchem bioder i tekstem „Oh, yeah!”. Jeśli pojawi się i ma rozkręcić imprezę to puszcza utwór Yello „Oh Yeah”. Wyjmuje wtedy znikąd przenośny magnetofon i na dźwięk pierwszych bitów Yello wszyscy zaczynają zabawę. Duffman ma dwoje dzieci, Dufflad i Duffgirl, o których wspomina w odcinku „Old Yeller Belly”.

### Kent Brockman
Kent to prezenter telewizyjny telewizji na Kanale 6 w Springfield. Prowadzi też programy „Oko na Springfield” i „Nurt poglądów”. W swojej pracy często zachowuje się nieprofesjonalnie, jest stronniczy, niekiedy zdarzają mu się wpadki na antenie. Jego siostra pracuje w ogólnokrajowej telewizji

### Klaun Krusty
Klaun Krusty, właśc. Herschel Shmoikel Pinkus Yerucham Krustofsky (hebr. הרשל פינחס ירוחם קרוסטופסקי; ur. 1935) – prowadzi popularny program rozrywkowy dla dzieci.

### Pomocnik Mel
Melvin van Horne, znany lepiej jako Pomocnik Mel jest pomocnikiem Krusty’ego. Zastąpił Pomocnika Boba po tym jak ten wrobił Krusty’ego w napad na Kwik-E-Mart. Pomocnik Mel ukończył Cornell University. Jest ateistą, choć czasem można go spotkać w kościele prezbiteriańskim. Mel używa wysuwanego gwizdka do komunikowania się na antenie tak jak robił to niegdyś Bob. Mówi brytyjskim szekspirowskim akcentem. Kiedy Springfield przeistacza się w rozwścieczony tłum, to wtedy Pomocnik Mel zwykle pełni rolę przywódcy tego tłumu. Mel stale nosi we włosach kość, którą zdejmuje tylko okazjonalnie.

### Murphy Krwawiące Dziąsła
Muzyk grający na saksofonie. W „Simpsonach” pojawia się niezwykle rzadko, jednakże od pierwszej serii możemy go zobaczyć na początku każdego odcinka serialu, gdy Bart Simpson przejeżdża ludziom po nogach na deskorolce. W jednym z odcinków jest jurorem na konkursie szkolnych talentów. W końcu umiera, co jest przyczyną depresji Lisy.

### Poharatka i Zdrapek
Mysz i kot, bohaterowie ulubionego serialu animowanego Simpsonów, podobnego do Toma i Jerry’ego, ale znacznie bardziej krwawego i okrutnego.

### Rainier Wolfcastle
Rainier Luftwaffe Wolfcastle to parodia Arnolda Schwarzeneggera. Jest pochodzenia austriackiego. Jego była żona to Maria Shriver Kennedy Quimby. Rainier Wolfcastle to weteran filmów akcji, w których wciela się w rolę McBaina. Członek partii republikańskiej. Ma córkę w wieku Barta.

### Troy McClure
Aktor, najczęściej występujący w filmach edukacyjnych bądź jako prowadzący rozmaite widowiska. Na krótko mąż Selmy Bouvier (odcinek 7x19, „Rybka zwana Selmą”). Z tego samego odcinka dowiadujemy się o jego nietypowych upodobaniach seksualnych. Po śmierci Phila Hartmana, aktora który użyczał głosu tej postaci, Troy McClure zniknął z serialu, podobnie jak Lionel Hutz, inna postać której głos podkładał Hartman.

### Trzmiel
Jest bohaterem hiszpańskiego sitcomu, w którym spotykają go „bolesne”, ale jakże zabawne nieszczęścia. Jego ojczystym językiem zdaje się być hiszpański, jednak w odcinku w którym zastąpił Kenta Brockmana, pokazał iż jest świetnie władającym angielszczyzną prezenterem-dziennikarzem. Pojawił się w hiperprodukcji pana Burnsa w odcinku Burns gwiazdą (6x18).

## Przedsiębiorcy

### Apu Nahasapeemapetilon
Imigrant z Indii. Przyjechał do USA, żeby studiować, ale po zdobyciu dyplomu doktora informatyki postanawia zostać i pracować „na czarno” w Kwik-E-Mart. Wraz z Apu w Springfield przebywa też jego brat Sanjay. Apu jest pracoholikiem – przedkłada pracę w swoim sklepie ponad wszystko, pomimo że nie jest to praca zawsze bezpieczna – sklep był wielokrotnie napadany (głównie przez Snake’a), a Apu wielokrotnie dostał kulkę. Zgodnie z wolą matki żeni się z Manjulą i mają razem ośmioraczki.

#### Manjula Nahasapeemapetilon
Żona Apu Nahasapeemapetilon, matka ośmioraczków i szwagierka Sanjaya. Jest bliską przyjaciółką Marge Simpson. Manjula jest gospodynią domową z wieloma obowiązkami między innymi: ubieranie, karmienie itp. ośmioraczków, robienie obiadu. Jej mąż ciągle przebywa poza domem w Kwik-E-Marcie, gdyż jest jego właścicielem, a sklep jest otwarty 24 godziny na dobę.

#### Ośmioraczki
Dzieci Manjuli i Apu Nahasapeemapetilonów. W odcinku „Holidays of Future Passed” [23x09] Każda para z ośmioraczków ma własne ośmioraczki.

### Artie Ziff
Milioner, szaleńczo zakochany w Marge i jej szkolny kolega. Był z Marge na balu w szkole średniej, jednak po zabawie zaczął być zbyt nachalny.

### Cookie Kwan
Azjatka zajmująca się sprzedażą nieruchomości w zachodniej części Springfield. Jej ulubioną kwestią jest „I’m number one on the west side”.

### Kapitan
Horatio McCallister to stereotyp nieudolnego wilka morskiego. W którymś odcinku jednakże przyznaje się, że tak naprawdę wcale nie jest kapitanem. Wyznał też, że nienawidzi morza i wszystkiego co z nim związane. Mówi z zachodnioangielskim/walijskim akcentem. Przy wielu okazjach przyznaje się do swoich niekompetencji mówiąc „Arr… nie wiem co ja robię!” Jest członkiem Springfieldzkiego Stowarzyszenia Anonimowych Alkoholików, jednakże w swojej drewnianej nodze trzyma alkoholowy trunek.

### Komiksiarz
Jeff Albertson – 45-letni właściciel sklepu z komiksami „Loch androidów”. Jest obsesyjnym fanem komiksów i kreskówek. Dość długo jego imię i nazwisko nie było znane. Wszyscy bohaterowi nazywali go wówczas „Comic book guy” („Koleś od komiksów”). Jest członkiem Mensy (jego IQ wynosi 170) i jest prawdopodobnie najinteligentniejszym po profesorze Frinku i Martinie mieszkańcem Springfield. Dość często w serialu podkreślana jest jego niedoświadczenie w kontaktach z kobietami oraz fakt, że jest prawiczkiem. Cierpi na nadwagę przez co przeszedł już zawał serca.

### Lindsey Naegle
Niezależna kobieta, która wielokrotnie przewijając się w Simpsonach, zawsze wykonywała inny zawód. W odcinku „Marge kontra Single, Seniorzy, Bezdzietne Pary i Geje” założyła stowarzyszenie „Single, Seniorzy, Bezdzietne Pary i Geje przeciw Pasożytniczym Rodzicom” (ang. SSCCATAGAPP – Singles, Seniors, Childless Couples and Teens, and Gays Against Parasitic Parents).

### Luigi Risotto
Kucharz prowadzący włoską restaurację w Springfield. Mówi on z włoskim akcentem, jednakże w jednym z odcinków przyznał się, iż nie zna włoskiego.

### Rich Texan
To bogaty Teksańczyk, który na imię ma Rich, a na nazwisko Texan. Jest członkiem Partii Republikańskiej w Springfield. Często podskakując strzela ze swoich dwóch pistoletów w powietrze. Jest chory na nerwicę natręctw.

### Roger Meyers Jr.
Właściciel i prezes studia, w którym produkowane są kreskówki z serii „Poharatka i Zdrapek”, syn twórcy studia.

### Herman Hermann
Jednoręki właściciel sklepu z bronią i antykami wojskowymi.

## Inne

### Cletus Spuckler
Postać Cletusa zobaczyliśmy po raz pierwszy w odcinku Bart dostaje słonia (5x17), gdzie powiedział zaledwie jedno krótkie zdanie. Jego żoną (i siostrą) jest Brandine, z którą ma wiele dzieci. Cletus jest niechlujnym wieśniakiem analfabetą. Jeździ rozklekotaną ciężarówką. W jednym odcinku przyznał się, że „Moja żona urodziła wieśniaka z mączką w głowie, człowieka psa i coś z ludzką twarzą i rybim ciałem”.

### Brandine Spuckler
Żona Cletusa Spucklera, a jednocześnie jego bliska krewna (serial jest tu nieco niespójny, w jednym z odcinków wspomina, że jest siostrą Cletusa, w innym że córką), z którym ma niezliczoną ilość dzieci. Niezbyt rozgarnięta kobieta. Mieszka na farmie.

### Agnes Skinner
Agnes Skinner jest wdową po Sheldonie oraz matką Seymoura Skinnera. Kiedyś złośliwie wołała na Seymoura „Klaps”, lecz obecnie jej charakterystycznym okrzykiem jest „SEYMOUR!”. Wobec swojego syna jest nadopiekuńcza, niemal ciągle go kontroluje, nie wspominając o tym, że wciąż jeszcze z nim mieszka.

### Sheldon Skinner
Zmarły maż Agnes i ojciec Seymoura. Żołnierz w czasie II wojny światowej w armii pod dowództwem Abe’a Simpsona.

### Dave Shutton
Dziennikarz pracujący dla Springfield Shopper. To on był świadkiem złapania trójokiej ryby przez Barta w 4 odcinku 2 sezonu.

### Disco Stu
Fan muzyki dyskotekowej mieszkający w Springfield. Zawsze mówi rymując. Uzależnił się w latach siedemdziesiątych od cukru pudru, potocznie nazywanego kokainą.

### Gil
Gil to nerwowy mężczyzna w średnim wieku mający ogromne problemy z utrzymaniem stałej pracy i wiecznego pecha. Jego cechą charakterystyczną jest to, iż zawsze mówi do siebie w trzeciej osobie („Old Gil”- (tłum.) „Stary Gil”). W czasie trwania serialu zmieniał pracę wielokrotnie. Był między innymi pośrednikiem w sprzedaży nieruchomości, sprzedawcą butów, sprzedawcą dzwonków do drzwi, sprzątaczem, sprzedawcą samochodów i prawnikiem.

### Hans Moleman
Jego prawo jazdy wystawione jest na nazwisko Ralph Mellish. Wszyscy jednak mówią na niego Hans Moleman (ang. moleman = człowiek-kret). Jest łysy, pomarszczony, malutki, chodzi o lasce i prawie nic nie widzi pomimo grubych szkieł. Może więc trudno zgadnąć z wyglądu, ale Hans ma 31 lat. Jak sam przyznaje, picie zrujnowało mu życie. Moleman ma okropnego pecha i bardzo często spotykają go niebezpieczne wypadki, z których jednak wychodzi cało. Prawdopodobnie przespał się z babcią Larsa Ulricha (perkusisty Metalliki).

### Jasper Beardley
Jasper Beardley to najlepszy przyjaciel Abrahama Simpsona. To jeden ze starszych mieszkańców Springfield. Mieszka w domu starców. Jego charakterystyczną cechą jego długa siwa broda. Oprócz tego ma również drewnianą nogę.

### Mądrala
O nim dokładnie nic nie wiadomo. Często ma siwiznę na głowie, często jest łysawy i często ma wąsy. I zawsze widzimy go w roli sklepikarza lub osoby która wypowie swoje zdanie na dany temat. Ale jego główną cechą charakterystyczną jest to, że wykazuje się ogromną sarkastycznością wypowiedzi. Jest złośliwy, nie omieszka wytknąć niedoskonałości i tym bardziej nie sprawia mu to przykrości jak kogoś urazi. Dodatkowo, mimo jego ciągle zmieniającego się wyglądu i roli to głos ma zawsze ten sam.

### Piszczyk
Jest to idealny przykład dojrzewania u chłopców – pryszcze, mutacja i desperackie poszukiwanie pieniędzy. Taki człowiek często myśli z pomocą nadzorcy czy szefa. Nigdy samemu. Często pracuje jako kasjer w kinie czy kelner w Krusty Burger.

### Profesor Frink
Profesor John IQ Nerdelbaum Frink Junior – bohater drugoplanowy. Głos podkłada mu Hank Azaria, a po raz pierwszy pojawił się w odcinku Old Money. To lokalny naukowiec i wykładowca na uczelni w Springfield. Mimo olbrzymiej inteligencji jest on dość roztargniony. Frink często stosuje swoje dziwaczne wynalazki chcąc pomóc miastu, zwykle w sytuacjach kryzysowych (szczególnie podczas odcinków serii Straszny domek na drzewie), lecz na ogół jedynie wszystko one komplikują.

### Przytakiwacz
Przytakiwacz (ang. Yes-Man) – człowiek, który pracuje w różnych miejscach wyższej klasy. Zawsze wygląda tak samo – czarne włosy w ząbek, wąsy i małe oczy. Ważny jest jednak jego charakterystyczny głos – mówi piskliwym i skrzekliwym głosem z dziwnym przeciąganiem słowa „tak”. W jednym odcinku tłumaczy się, że to z powodu udaru.

### Szalona Kociara
Szalona kobieta, której zajęciem jest zbieranie kotów. W odcinku [18x13] ‘Springfield Up’ dowiadujemy się, że była adwokatem i lekarzem. Jej jedyną bliską osobą był rudy kocur. Oszalała zapewne od nadmiaru pracy. W jednym z odcinków Marge pomaga jej uporać się z nałogiem zbieractwa jednak bezskutecznie.

## Pozostałe

### Bóg
Jako jedyny w serialu ma 5 palców u ręki. Nosi długą siwą brodę i sandały. Odegrał ważną rolę w odcinku „Homer heretykiem”, gdzie odwiedził Homera w śnie, tuż po odrzuceniu przez niego wiary chrześcijańskiej.

### Jebediah Springfield
Legendarny założyciel Springfield, którego pomnik znajduje się w centrum miasta. Jego pełne imię i nazwisko to Jebediah Obediah Zabiedajah Springfield. W odcinku „Lisa ikonoplastką” Lisa odkrywa, że Jebediah Springfield naprawdę nazywał się Hans Sprungfeld i był piratem, co jednak ukryła.

### Kang i Kodos
Kosmici, którzy często pojawiają się w serialu, głównie w serii odcinków Straszny domek na drzewie, pochodzą z planety „Rydel 7". W 10 odcinku 26 sezonu porywają rodzinę Simpsonów, aby ich rasa mogła ich rytualnie zjeść.